# Plankton: A film
A Plankton: A film (eredeti cím: Plankton: The Movie) 2025-ben bemutatott amerikai 3D-s számítógépes animációs zenés filmvígjáték, amelyet Dave Needham rendezett. A SpongyaBob Kockanadrág című sorozat ötödik filmje, valamint a második olyan film, amelynek nem SpongyaBob a történet főszereplője.
Amerikában és Magyarországon 2025. március 7-én mutatták be a Netflixen.

## Cselekmény
Plankton ismét sikertelenül próbálja ellopni a herkentyűburger titkos receptjét. Amikor visszatér otthonába, a Veszélyes Vödörbe, meglepetten tapasztalja, hogy számítógép-felesége, Karen egy sikeres, mexikói témájú vendéglátóhellyé alakította az éttermet, amely tele van vendégekkel. Dühében, hogy Karen döntései nem illeszkednek az ő gonosz terveihez, Plankton felgyújtja az egész helyet. Elege van abból, hogy Plankton sosem hallgat rá, ezért Karen eltávolítja az empátia chipjét, átalakul egy hatalmas géppé, és egy mágneses mezővel lebegő erőddé alakítja a Veszélyes Vödört, hogy nélküle próbálja meghódítani a világot.  
Plankton, aggódva Karen tervei miatt, segítséget kér SpongyaBobtól, aki hipnóziseszközt használ, hogy Plankton és Karen ismét összhangba kerüljenek. Ekkor derül ki, hogy Karen eredeti formája egy számológép volt, amelyet Plankton egy burgonyához kötött egy petri-csészében, még gyermekkorában. Később, a Bikinifenék Állami Egyetemen fejlesztette tovább jelenlegi testére, ahol egy fagyasztósugarat is megépítettek, hogy világuralmi terveiket megvalósítsák. Első próbálkozásukat egy emberi gyerek hiúsította meg a strandon, aki egyszerűen visszadobta őket a vízbe. Ekkor derül ki, hogy Plankton megszállott célja, hogy megszerezze a herkentyűburger receptjét, abból ered, hogy egykor véletlenül meghallotta Rák úr tréfás megjegyzését: a titkos recept segítségével akár a világot is meghódíthatná.
A páros visszatér az egyetemre, ahol megtalálják Karen eredeti alkatrészeit. Plankton ezeket felhasználva épít egy új géptestet, hogy elpusztítsa az eredeti Karent, de Karen egyszerűen beolvasztja az új gépet a saját testébe. Mivel Plankton képtelen felelősséget vállalni a tetteiért, SpongyaBob elviszi őt a Gal Pals csapathoz – Szandihoz, Pearlhoz és Puff asszonyhoz –, akik beültetik Karen empátia chipjét az agyába. Ennek hatására Plankton rádöbben a hibáira, és az ötös behatol Karen léghajójába.  
Karen leválasztja többi másolatát, hogy megküzdjön a Gal Pals csapattal, miközben Plankton megpróbál kibékülni vele. SpongyaBob és Patrik az energiaellátásért felelős gépházba jutnak, ahol azt találják, hogy a hajó működését burgonyák biztosítják. Gyorsan megfőzik az összes burgonyát, hogy kimerítsék az üzemanyagkészletet. Karen megpróbálja elterelni Plankton figyelmét azzal, hogy egyszerűen odaadja neki a herkentyűburger receptjét, de Plankton kijelenti, hogy valójában ő volt a titkos recept, ami igazán fontos számára. A kettős ismét egyesíti erőit, hogy együtt próbálják meghódítani a világot. Eközben Patrik felfalja az összes maradék burgonyát az energiaellátó helyiségben, ami miatt a gépezet összeomlik, és Bikinifenék visszatér eredeti állapotába. A város lakói Plankton és Karen ellen fordulnak, de SpongyaBob közbelép, mondván, hogy ő „mindig elérzékenyül egy szerelmi történettől.” A többiek egyetértenek, és inkább együtt ünnepelnek.

## Szereplők
| Szereplő               | Eredeti hang     | Magyar hang                        |
| ---------------------- | ---------------- | ---------------------------------- |
| Sheldon J. Plankton    | Mr. Lawrence     | Galbenisz Tomasz                   |
| Karen                  | Jill Talley      | Hámori Eszter Kecskés Tímea (ének) |
| SpongyaBob Kockanadrág | Tom Kenny        | Baráth István                      |
| Csigusz                | Tom Kenny        | Eredeti hang                       |
| Csillag Patrik         | Bill Fagerbakke  | Bognár Tamás                       |
| Tintás Tunyacsáp       | Rodger Bumpass   | Dolmány Attila                     |
| Szandi Csovi           | Carolyn Lawrence | Kisfalvi Krisztina                 |
| Rák úr                 | Clancy Brown     | Petridisz Hrisztosz                |
| Puff asszony           | Mary Jo Catlett  | Halász Aranka                      |
| Pearl                  | Lori Alan        | Pap Katalin                        |

### Magyar változat
- Magyar szöveg: Orosz Gergely
- Dalszöveg: Weichinger Kálmán
- Felvevő hangmérnök: Bogdán Gergő
- Hangmérnök: Marek Oldak
- Vágó: Kránitz Bence
- Gyártásvezető: Bogdán Anikó
- Szinkronrendező: Dobay Brigitta
- Zenei rendező: Posta Victor
- Produkciós vezető: Felföldi Anna

A szinkront az Iyuno Hungary készítette.

## A film készítése
Mr. Lawrence, a SpongyaBob Kockanadrág veterán alkotója és Plankton hangja, a film ötletét négy-öt évvel a megjelenése előtt dolgozta ki, eredetileg egy félórás különkiadásként, Karen Takes Over címmel. Ezzel egy időben a Nickelodeon arra ösztönözte a SpongyaBob csapatát, hogy találjanak ki karakterközpontú spin-off filmeket. Lawrence rájött, hogy az ő története tökéletes lenne egy egész estés filmhez, így a projekt fejlesztés alá került. A Plankton: A film párhuzamosan készült a negyedik mozifilmmel. Lawrence aktívan részt vett a film gyártásának legtöbb szakaszában. Vincent Waller, a sorozat egyik vezető producere "Doug (Lawrence) filmjének" nevezte az alkotást, és mivel Lawrence mind színészként, mind íróként részt vett benne, ez "tökéletes lehetőség volt arra, hogy mindkét oldalát megmutassa annak, amit a sorozathoz hozzá tud tenni".
A Plankton: A film mélyebb betekintést nyújt Plankton és Karen kapcsolatába. A rendező, Dave Needham izgatottan dolgozott a projekten, mert úgy érezte, hogy ez sötétebb és furcsább, mint a megszokott SpongyaBob történetek. Needham éppen A Lármás család: A film munkálatain dolgozott, amikor a Nickelodeon megkereste azzal, hogy más közelgő projektjeikre is felkérjék. Azonnal megkedvelte a film koncepcióját. Saját szavaival így jellemezte: "Éppen a határán mozog annak, amit egy SpongyaBob-filmtől elvárnál." Hozzátette: "Természetesen Karen válik a történet igazi gonoszává, és elképesztően vicces látni, ahogy Plankton végigjárja a gyász, a bosszú és az elfogadás szakaszait, hogy végül egyfajta hőssé váljon."
2020 márciusában jelentették be, hogy a ViacomCBS két SpongyaBob-alapú spin-off filmet készít a Netflix számára. 2022 februárjában egy befektetői hívás során a Nickelodeon vezérigazgatója, Brian Robbins elárulta, hogy három SpongyaBob-karakterközpontú spin-off film van készülőben, és ezek kizárólag a Paramount+ streamingplatformon debütálnak, az első pedig 2023-ban érkezik. Azonban 2023 áprilisában kiderült, hogy az első film, a Bikinifenék megmentése: Szandi Csovi nagy kalandja végül 2024-ben a Netflixen fog megjelenni. 2024 júniusában bejelentették, hogy egy második SpongyaBob spin-off film is készül a Netflix számára. A sorozat szokásos szinkronhangjai – Mr. Lawrence, Jill Talley, Tom Kenny, Bill Fagerbakke, Carolyn Lawrence, Clancy Brown és Rodger Bumpass – visszatérnek szerepeikben. A filmet David Needham rendezi, míg a forgatókönyvet Mr. Lawrence, Kaz és Chris Viscardi írják.